# Xesús Alonso Montero
Xesús Alonso Montero (Vigo, 28 de novembro de 1928) é um ensaísta, presidente da RAG e do CCG, catedrático de literatura galega, sociolinguista, poeta e conferencista.

## Biografia
Passou a sua infância e adolescência em Ventosela (Ribadavia), na terra dos seus pais. Faz parte da geração de escritores do pós-guerra civil.
Licenciou-se em Filosofia e Letras na Universidade de Madrid, e em 1966 doutorou-se na Universidade de Salamanca com uma tese sobre Curros Enríquez. Militou no Partido Comunista de Espanha a partir de 1962.
Destacou no campo da sociolinguística com livros como O porvir da lingua galega (1968), O que cómpre saber da lingua galega (1969) ou o polêmico e contestado Informe -dramático- sobre la lengua gallega (1973), onde retoma as suas teses apocalípticas sobre a língua galega, assinalando mesmo uma data para sua morte.
Realizou e publicou estudos sobre vários escritores galegos:
- Rosalía de Castro (Páginas sobre Rosalía de Castro, 1954-2004)
- Curros Enríquez (Curros Enríquez no Franquismo, 1936-1971)
- Leiras Pulpeiro
- Luís Pimentel (Luís Pimentel: biografia da súa poesía)
- Celso Emilio Ferreiro (Celso Emilio Ferreiro)
- Luís Seoane (As palabras no exilio. Biografía intelectual de Luís Seoane)
- Meendinho
- Neira Vilas
- Lorenzo Varela
- Vicente Risco
- Ramón Cabanillas
- Álvaro Cunqueiro

São importantes as suas colaborações em outros âmbitos da literatura galega, como podem ser a poesia popular e os poetas alofones em galego. Também tem realizado estudos sobre autores da literatura espanhola como Antonio Machado, García Lorca, Unamuno ou Valle-Inclán. 
Além disto, são destacáveis as suas colaborações na imprensa galega, recolhidas em parte na obra Beatus qui legit: artigos jornalísticos (1998-1999). Salienta-se também o seu papel como conferencista, sobretudo na Espanha e na América. Escreveu também livro de poemas como Versos satíricos ó xeito medieval ou Versos republicanos.  Assim mesmo, realizou compilações poéticas de homenagem a autores galegos: Coroa poética para Castelao (1988), Coroa poética para um mártir (1996), Coroa literaria para Roberto Blanco Torres contra a súa morte (1999) e 47 poetas de hoxe cantan a Curros Enríquez (2001).
Recebeu vários galardões entre os que se destacam: o Premio Galiza de Jornalismo (anos 1986 e 1990), o Premio Nacional de Xornalismo Julio Camba (1988), o Premio Otero Pedrayo (1989), o Prémio Trasalba em 2000 e o Prêmio Cultura Galega das Letras em 2019
Ingressou na Real Academia Galega a 30 de outubro de 1993, por sugestão de Xosé Filgueira Valverde, Carlos Casares Mouriño e Ramón Piñeiro López. Intitulou o seu discurso de ingresso como "Manifestos" em verso em favor da poesia civil nos primeiros tempos do Pós-guerra na Galiza da Terra e na Galiza Emigrante (1939-1962).

## Obra
- Cen anos de literatura galega (1964)
- A batalla de Montevideo. Os agravios lingüísticos denunciados na UNESCO en 1954
- As palabras no exilio. Biografía intelectual de Luís Seoane (1994)
- Beatus qui legit: artigos periodísticos (1998-1999)
- Curros Enríquez no franquismo (1936-1971)
- Decálogo da lingua galega
- Ensaios breves de literatura e política
- Escritores: desterrados, namorados, desacougantes, desacougados...
- Informe(s) sobre a lingua galega (presente e pasado)
- Intelectuais marxistas e militantes comunistas en Galicia (1926-2006)
- Luís Pimentel: biografía da súa poesía
- O que cómpre saber da lingua galega
- Páxinas sobre Rosalía de Castro (1954-2004)
- Pois era un barco pirata
- Versos republicanos e outros versos políticos
- Versos satíricos ó xeito medieval
- A batalla de Montevideo. Os agravios linguísticos denunciados na UNESCO en 1954 (2003)
- Intelectuais marxistas e comunistas en Galicia (2007)
- Os escritores galegos ante a Guerra Civil Española (2007)